# اوتاوارا، توچیگی
اوتاوارا در استان توچیگی در کشور ژاپن واقع شده‌است  که دارای جمعیت ۷۸٬۵۶۳ نفر و مساحت ۳۵۴٫۱۲ کیلومتر مربع با تراکم جمعیت ۲۲۲  نفر در کیلومترمربع است و در تاریخ ۱ دسامبر ۱۹۵۴ به عنوان شهر شناخته شد.